# Petar Božović
Petar Božović, detto Pera (Zemun, 22 maggio 1946), è un attore serbo.

## Filmografia
- Il segreto di Nikola Tesla (Tajna Nikole Tesle), regia di Krsto Papić (1980)
- Il tempo del crepuscolo (Twilight Time), regia di Goran Paskaljevic (1982)
- U ime naroda, regia di Zivko Nikolic (1987)
- Seobe, regia di Aleksandar Petrović (1989)
- Il gorilla fa il bagno a mezzogiorno (Gorila se kupa u podne), regia di Dušan Makavejev (1993)
- Bal-can-can, regia di Darko Mitrevski (2005)